# Tatra B4
Tatra B4 je tip čehoslovačke tramvajske prikolice, koju je proizvodio ČKD.

## Konstrukcija
Tatra B4 je jednosmjerna četveroosovinska prikolica. Konstrukcija je slična kao kod tramvaja Tatra T4, razlika je da nema upravljačnice pa zbog toga ima veći putnički kapacitet. Prikolica se može spojiti u kompozicije motorna kola+prikolica ili motorna kola+motorna kola+prikolica.

## Prototip
Prva prototip prikolice B4 je proizveden 1967. godine od košickog tramvaja Tatra T1 211, kojeg je ČKD otkupio. Iz tog tramvaja je uklonjena električna oprema i upravljačnica. Zatim je pod garažnim brojem 3000 isprobavan u Pragu. Iduće godine je tramvaj isprobavan u Dresdenu. Iste godine je vraćen u Prag i izrezan.
Drugi prototip je proizveden 1967. godine. Zajedno s prototipom tramvaja Tatra T4 je poslan u Dresden. Zatim je (bez T4) isprobavan u Beogradu. Zatim je vraćen proizvođaču. Na kraju je prodan u Halleu, gdje je vozio u redovnom prometu do 1986. godine, kada je dio povijesnog voznog parka.

## Proizvodnja
Od 1967. do 1987. godine su proizvedene 874 prikolice.
| Država   | Grad      | Tip  | Godine prodaje | Isporučeno prikolica | Garažni brojevi |
| -------- | --------- | ---- | -------------- | -------------------- | --------------- |
| Hrvatska | Zagreb    | B4YU | 1976. – 1979.  | 85                   | 801-885         |
| Njemačka | Dresden   | B4D  | 1970. – 1984.  | 250                  | Pregled g.b.    |
| Njemačka | Halle     | B4D  | 1969. – 1986.  | 124                  | 101-224         |
| Njemačka | Leipzig   | B4D  | 1968. – 1987.  | 273                  | 501-773         |
| Njemačka | Magdeburg | B4D  | 1969. – 1986   | 142                  | 2001-2142       |

Pregled g.b. (Dresden) Prikolice B4D su imale brojeve: 2001-2007, 272 101-272 146, 272 161-272 165, 272 201–272 237, 272 301–272 325, 272 401–272 433, 272 461–272 470, 272 50–272 529, 272 601–272 636, 272 801–272 820. Broj 272 223 je ponovljen dva puta.
Ovo je tablica isporuke prikolica (isporučivanje za gradove). 
Gradovi koji su prodavali prikolice, može se dogoditi da drugi grad može imati više prikolica.